# Gärsnäs

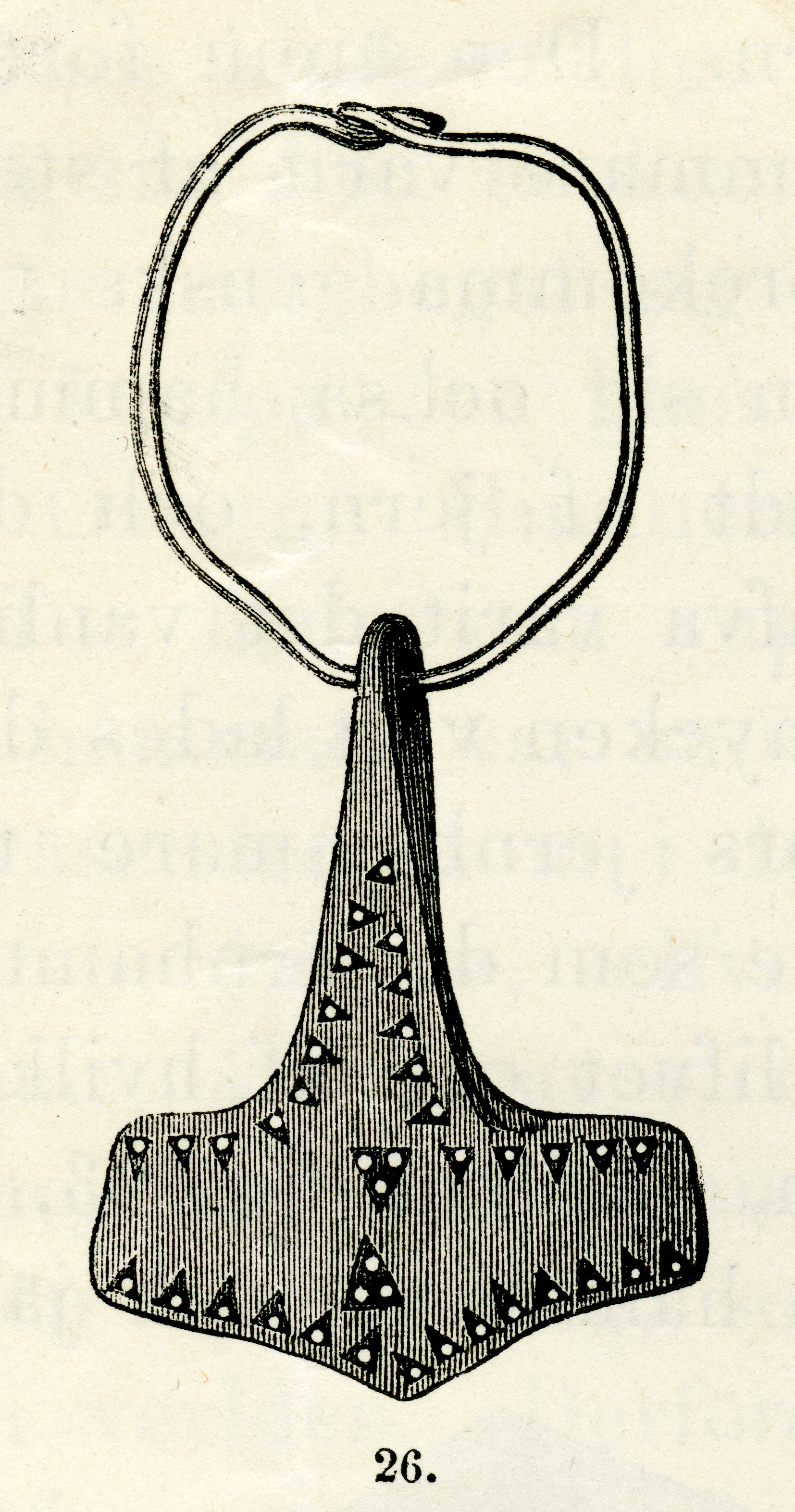
Torshammare av silver som 1729 hittades på ägorna till Gärsnäs säteri.

Gärsnäs är en tätort i Simrishamns kommun i Skåne län, på Österlen.

## Historia
På 1880-talet fanns endast två hus och två småbruk där byn Gärsnäs nu ligger. På den plats där torget idag ligger fanns en stor vattensamling där folk brukade roa sig. 
Namnet Gärsnäs kommer troligen från det fornnordiska namnet Gyrtgir och ändelsen –näs kommer troligen från ett näs i Tommarpsån.
Gärsnäs fick sin första tågförbindelse när Simrishamn-Tomelilla Järnväg öppnades 1882. År 1894 tillkom Ystad–Gärsnäs Järnväg mellan Köpingebro och Gärsnäs, främst för att betjäna sockerindustrin, och Gärsnäs–S:t Olofs Järnväg öppnades 1902. Den första stationen i Gärsnäs invigdes 1882 när järnvägen mellan Simrishamn och Tomelilla öppnade och var byggd i trä. Den ersattes med en ny tegelbyggnad när den nya linjen från Ystad och Köpingebro öppnades 1894. Trästationen flyttades till Gärsnäs Gård, och blev sedermera ett bostadshus för gårdens anställda.
Gärsnäs saftstation kom till området år 1920, dit sockerbetor transporterades och av dem framställdes råsaft. Dock lades även detta senare ner. År 1946 startade Bertil Blom Gärsnäs Fjäderfäslakteri - Österlen. Det var ett framgångsrikt kycklingslakteri och hade många anställda. Den sista ägaren av slakteriet var AB Kronfågel som flyttade verksamheten och 1999 blev dock nedläggningen bekräftad.
Gärsnäs har haft flera affärer, såsom klädesaffärer, fiskaffär och urmakare.

### Befolkningsutveckling
| Befolkningsutvecklingen i Gärsnäs 1960–2020 | Befolkningsutvecklingen i Gärsnäs 1960–2020 | Befolkningsutvecklingen i Gärsnäs 1960–2020 | Befolkningsutvecklingen i Gärsnäs 1960–2020 | Befolkningsutvecklingen i Gärsnäs 1960–2020 |
| ------------------------------------------- | ------------------------------------------- | ------------------------------------------- | ------------------------------------------- | ------------------------------------------- |
|                                             |                                             |                                             |                                             |                                             |
| År                                          |                                             |                                             | Folkmängd                                   | Areal (ha)                                  |
| 1960                                        | 1960                                        |                                             | 861                                         |                                             |
| 1965                                        | 1965                                        |                                             | 849                                         |                                             |
| 1970                                        | 1970                                        |                                             | 922                                         |                                             |
| 1975                                        | 1975                                        |                                             | 881                                         |                                             |
| 1980                                        | 1980                                        |                                             | 904                                         |                                             |
| 1990                                        | 1990                                        |                                             | 1 030                                       | 99                                          |
| 1995                                        | 1995                                        |                                             | 1 062                                       | 99                                          |
| 2000                                        | 2000                                        |                                             | 954                                         | 99                                          |
| 2005                                        | 2005                                        |                                             | 955                                         | 99                                          |
| 2010                                        | 2010                                        |                                             | 1 000                                       | 99                                          |
| 2015                                        | 2015                                        |                                             | 1 094                                       | 110                                         |
| 2020                                        | 2020                                        |                                             | 1 110                                       | 117                                         |
|                                             |                                             |                                             |                                             |                                             |

## Samhället
I Gärsnäs by finns det en mellanstadieskola som färdigställdes år 1960. Arkitektens namn var Bror Thornberg och byggmästaren hette Adolf Jönsson.

## Kommunikationer

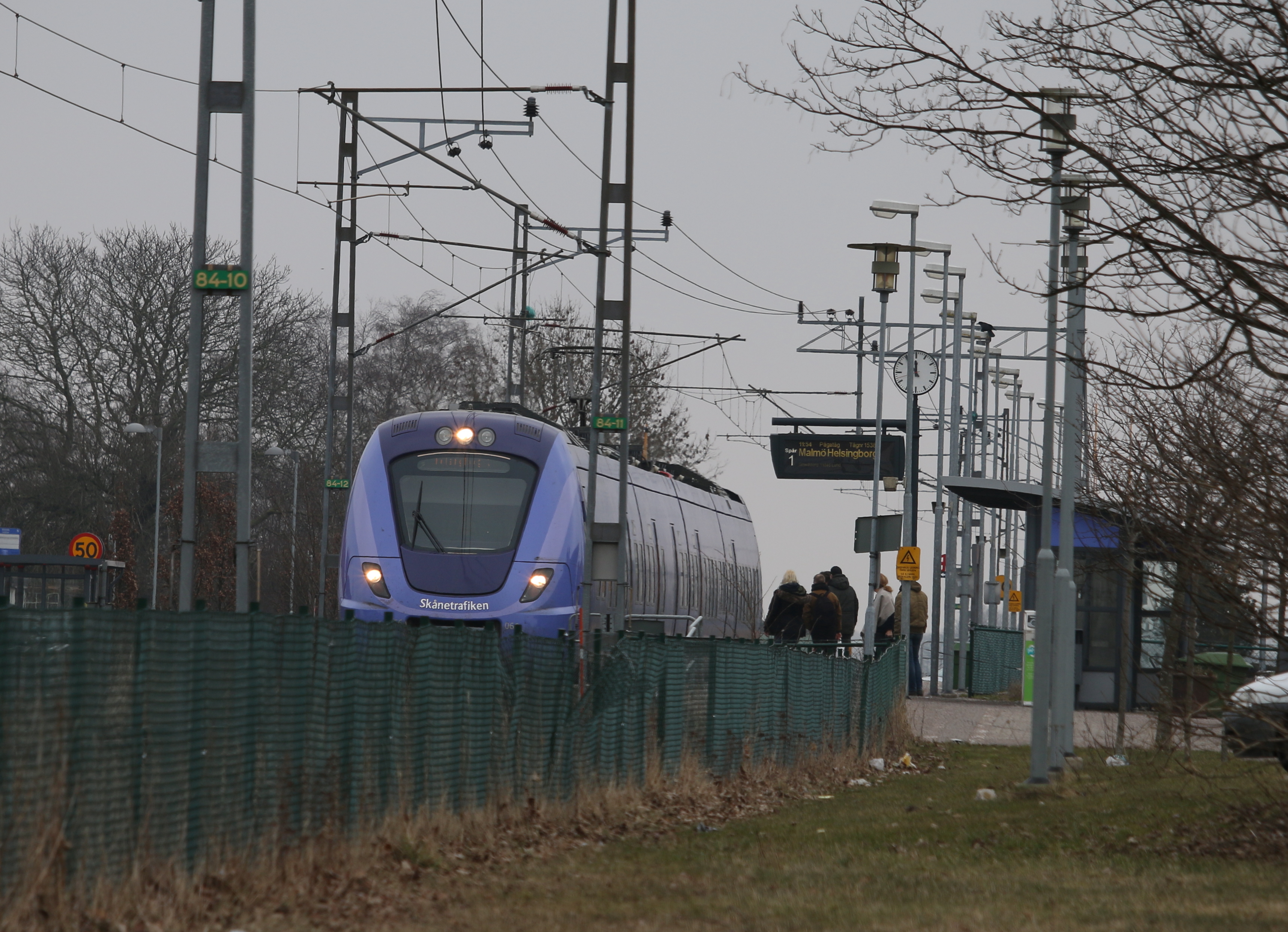
Stationen i Gärsnäs

Gärsnäs är belägen vid riksväg 11. På orten finns hållplats för en av SkåneExpressens linjer.
Från Gärsnäs går sedan augusti 2003 pågatåg från och till Simrishamn och Malmö då samhället har en hållplats på Österlenbanan, som blev elektrifierad detta år. Dessförinnan stannade rälsbussarna mellan Ystad och Simrishamn i Gärsnäs. 

## Näringsliv
I Gärsnäs finns möbelindustrin Gärsnäs AB, kiosk, bensinmack (Preem), Ica-affär samt bilhandlare och bilverkstäder.

## Idrott
Gärsnäs har en fotbollsklubb vid namn Gärsnäs AIS. Klubben bildades 1946 och dess matcher spelas på Gärsvalla. 

## Sevärdheter
Här finns Gärsnäs slott, känt sedan mitten av 1300-talet.
Strax utanför Gärsnäs vid Ulriksbergs gård ligger Stenhed, en 52 meter lång skeppssättning.
En annan av byns sevärdheter är kvarnen. Den byggdes i slutet av 1800-talet och användes för att tillverka mjöl.